# Primum non nocere
Primum, non nocere eller primum, nil nocere är en latinsk fras. Den betyder "det första är att inte skada" eller "först av allt, att intet skada".
Nonmaleficence är en annan princip som härletts ur den förra, och som framförallt härrör från den medicinska etiken, vilken lärs ut vid medicinska utbildningar och andra vårdskolor, och är central i akutsjukvården i nödlägen runt om i världen. Principen innebär att det kan vara bättre att göra ingenting, än att ingripa och därmed förvärra tillståndet. Maximen tjänar till att påminna läkare och annan vårdpersonal att överväga de eventuella riskerna med att ingripa med vård, till exempel innan diagnos ställts. Frasen brukar åberopas när någon anser att vinsterna med vård verkar vara mindre än riskerna för skada.
Frasens ursprung är osäker. I den hippokratiska eden finns löftet att "avstå från att göra skada" (grekiska: ἐπὶ δηλήσει δὲ καὶ ἀδικίῃ εἴρξειν) men utan att den exakta ordalydelsen nämns. Innebörden förklaras kanske bäst i Corpus Hippocraticum: läkaren måste ha två ting framför ögonen när det gäller ohälsa, nämligen att göra gott eller inte orsaka skada (Bk. I, Sect. 11).